# بوب رولاند سميث
بوب رولاند سميث (بالإنجليزية: Bob Rowland Smith)‏ هو سياسي أسترالي، ولد في 15 أكتوبر 1925، وتوفي في 5 يوليو 2012. انتخب عضو المجلس التشريعي نيو ساوث ويلز.